# Holocraspedon parallelum
Holocraspedon parallelum là một loài bướm đêm thuộc phân họ Arctiinae, họ Erebidae.